# Michel Barnier
Michel Barnier (ur. 9 stycznia 1951 w La Tronche) – francuski polityk, parlamentarzysta krajowy i europejski, minister, członek Komisji Europejskiej (1999–2004, 2010–2014), w 2024 premier Francji.

## Życiorys
W 1972 ukończył studia w École supérieure de commerce de Paris. Działacz ugrupowań gaullistowskich (UDR i RPR). Z drugą z tych partii w 2002 dołączył do UMP, którą w 2015 przekształcono w Republikanów.
W 1973 został po raz pierwszy radnym departamentu Sabaudia, w radzie generalnej zasiadał do 1999, pełniąc od 1982 funkcję jej przewodniczącego. Od 1978 do 1993 sprawował mandat posła do Zgromadzenia Narodowego. W 1992 jako współprzewodniczący komitetu organizacyjnego (wraz z Jeanem-Claude’em Killym) zajmował się przygotowaniem Zimowych Igrzysk Olimpijskich w Albertville.
W latach 1993–1995 sprawował urząd ministra środowiska w rządzie Édouarda Balladura, a od 1995 do 1997 ministra delegowanego ds. europejskich u Alaina Juppé. W 1999 został przedstawicielem Francji w Komisji Europejskiej kierowanej przez Romana Prodiego jako komisarz ds. polityki regionalnej. W marcu 2004 mianowano go ministrem spraw zagranicznych w gabinecie Jean-Pierre’a Raffarina. Pełnił tę funkcję do czerwca 2005. W czerwcu 2007 powrócił w skład rady ministrów, kiedy to został powołany na urząd ministra rolnictwa w drugim rządzie François Fillona. W 2009 został wybrany na posła do Parlamentu Europejskiego, w związku z czym w czerwcu tego samego roku odszedł z rządu.
W drugiej Komisji Europejskiej z José Manuelem Barroso na czele pełnił funkcję komisarza ds. rynku wewnętrznego i usług. Urzędowanie rozpoczął w lutym 2010, rezygnując z mandatu w PE. Funkcję tę sprawował do końca kadencji KE w 2014. W 2016 z ramienia Komisji Europejskiej został głównym negocjatorem do spraw związanych z opuszczeniem UE przez Wielką Brytanię. W grudniu 2021 bez powodzenia ubiegał się o nominację prezydencką w zorganizowanych przez Republikanów prawyborach, przegrywając w pierwszej turze, po której wsparł kandydaturę Valérie Pécresse.
5 września 2024 prezydent Emmanuel Macron powołał go na stanowisko premiera Francji. Pozostałych członków jego nowego gabinetu mianowano 21 września tego samego roku. Stanowiska ministrów objęli w nim przedstawiciele ugrupowań wspierających prezydenta (Renaissance, MoDem, Horizons i UDI) oraz Republikanów. 4 grudnia 2024 Zgromadzenie Narodowe (głównie głosami posłów skrajnie prawicowego Zjednoczenia Narodowego oraz zrzeszającej socjalistów, komunistów i ekologów koalicji Nowy Front Ludowy) przegłosowało wobec jego rządu wotum nieufności. Następnego dnia premier złożył prezydentowi dymisję swojego gabinetu, pozostając na urzędzie do czasu powołania nowego rządu. Urząd premiera sprawował do 13 grudnia 2024, kiedy to zastąpił go François Bayrou.

## Odznaczenia
- Oficer Legii Honorowej (2006)[10].
- Krzyż Komandorski Orderu Zasługi Rzeczypospolitej Polskiej (Polska, 1998)[11]
- Krzyż Wielkiego Oficera Orderu Chrystusa (Portugalia, 2006)[12]
- Krzyż Wielki Orderu Infanta Henryka (Portugalia, 2019)[12]
- Krzyż Wielkiego Oficera Orderu Gwiazdy Rumunii (Rumunia, 2021)[13]

## Życie prywatne
Michel Barnier jest żonaty, ma trójkę dzieci.

## Publikacje
- Vive la politique (1985)
- Le défi écologique, chacun pour tous (1990)
- Atlas des Risques Majeurs: Ecologie, Environnement, Nature (1992), wydanie w jęz. polskim: Atlas wielkich zagrożeń. Ekologia, środowisko, przyroda (1995)
- Vers une mer inconnue (1994)
- Notre contrat pour l'alternance (2001)
- Sortir l'Europe des idées reçues (2005)
- L'Atlas pour un monde durable (2007)
- L'Europe cartes sur table: Atlas (2008)